# Kráľová nad Váhom
Kráľová nad Váhom este o comună slovacă, aflată în districtul Šaľa din regiunea Nitra, pe malul râului Váh. Localitatea se află la altitudinea de 117 m deasupra n.m., se întinde pe o suprafață de 9,51 km2 și în 2017 număra 1.793 de locuitori.

## Istoric
Localitatea Kráľová nad Váhom este atestată documentar din 1237.

## Demografie
| An:                | 1994 | 2004   | 2014   | 2024   |
| ------------------ | ---- | ------ | ------ | ------ |
| Număr de persoane: | 1498 | 1574   | 1724   | 1857   |
| Diferență:         |      | +5,07% | +9,52% | +7,71% |

| An:                | 2023 | 2024   |
| ------------------ | ---- | ------ |
| Număr de persoane: | 1863 | 1857   |
| Diferență:         |      | −0,32% |